# جيلبرت فان بينست
جيلبرت فان بينست ، من مواليد 5 يوليو 1951 ، لاعب كرة قدم بلجيكي سابق.
لعب مع منتخب بلجيكا لكرة القدم.

## مسيرته الكروية
لعب جيلبرت فان بينست خلال مسيرته الاحترافية مع 3 أندية في خمسة عشر موسمًا وسجل خلالها 31 هدفًا ضمن 319 مباراة. حيث فاز في أربعة مواسم بالكأس وفي موسمين بالدوري.
خاض جيلبرت فان بينست مسيرته مع نادي رويال أندرلخت في موسم 1968–69 ليلعب معه اثنا عشر موسمًا، مشاركًا في 262 مباراة سجل خلالها 28 هدفًا. ثم انتقل إلى نادي تولوز في موسم 1980–81 لمدة موسم واحد، حيث شارك في 26 مباراة سجل خلالها هدفًا واحدًا. لينتقل بعدها إلى نادي كلوب بروج في موسم 1981–82 ولمدة موسمين، مشاركًا في 31 مباراة سجل خلالها هدفين.

## روابط خارجية
- جيلبرت فان بينست على موقع الاتحاد الأوربي (الإنجليزية)
- جيلبرت فان بينست على موقع الاتحاد البلجيكي (الإنجليزية)
- جيلبرت فان بينست على موقع قاعدة بيانات كرة القدم.إي يو (الإنجليزية)
- جيلبرت فان بينست على موقع ناشيونال فوتبول تيمز (الإنجليزية)
- جيلبرت فان بينست على موقع عالم كرة القدم.نت (الإنجليزية)